# قطعنامه ۱۴۴۵ شورای امنیت
قطعنامه ۱۴۴۵ شورای امنیت سازمان ملل متحد که در تاریخ ۰۴ دسامبر ۲۰۰۲ تصویب شد، سندی بین‌المللی دربارهٔ اوضاع در مورد جمهوری دموکراتیک کنگو است. این قطعنامه طی نشست ۴۶۵۳ام با ۱۵ رای موافق، ۰ مخالف و ۰ ممتنع تصویب شد.